# Luke Schofield
Luke Schofield (1999) es un deportista australiano que compite en triatlón. Ganó una medalla de plata en el Campeonato de Oceanía de Triatlón de 2023, en la prueba de relevo mixto.

## Palmarés internacional
| Campeonato de Oceanía | Campeonato de Oceanía | Campeonato de Oceanía | Campeonato de Oceanía |
| Año                   | Lugar                 | Medalla               | Prueba                |
| --------------------- | --------------------- | --------------------- | --------------------- |
| 2023                  | Taupo (Nueva Zelanda) | Medalla de plata      | Relevo mixto          |